# Tren Victoria-Temuco
El Tren Victoria-Temuco, anteriormente denominado Servicio Regional Victoria-Temuco, es un servicio de tren de cercanías de la red Tren Araucanía en la región homónima en Chile y es operado por la Empresa de los Ferrocarriles del Estado. Tiene un total de 9 estaciones a lo largo de 65,5 kilómetros de extensión.
En 2022, superó los 476 mil pasajeros anuales, convirtiéndose en el servicio más masivo de Tren Araucanía.

## Historia

### Antecedentes
El 17 de julio de 1973, el Senado solicitó al poder ejecutivo la ejecución de un servicio experimental entre Victoria y Temuco.

### Servicio Victoria-Puerto Montt (2003-2006)

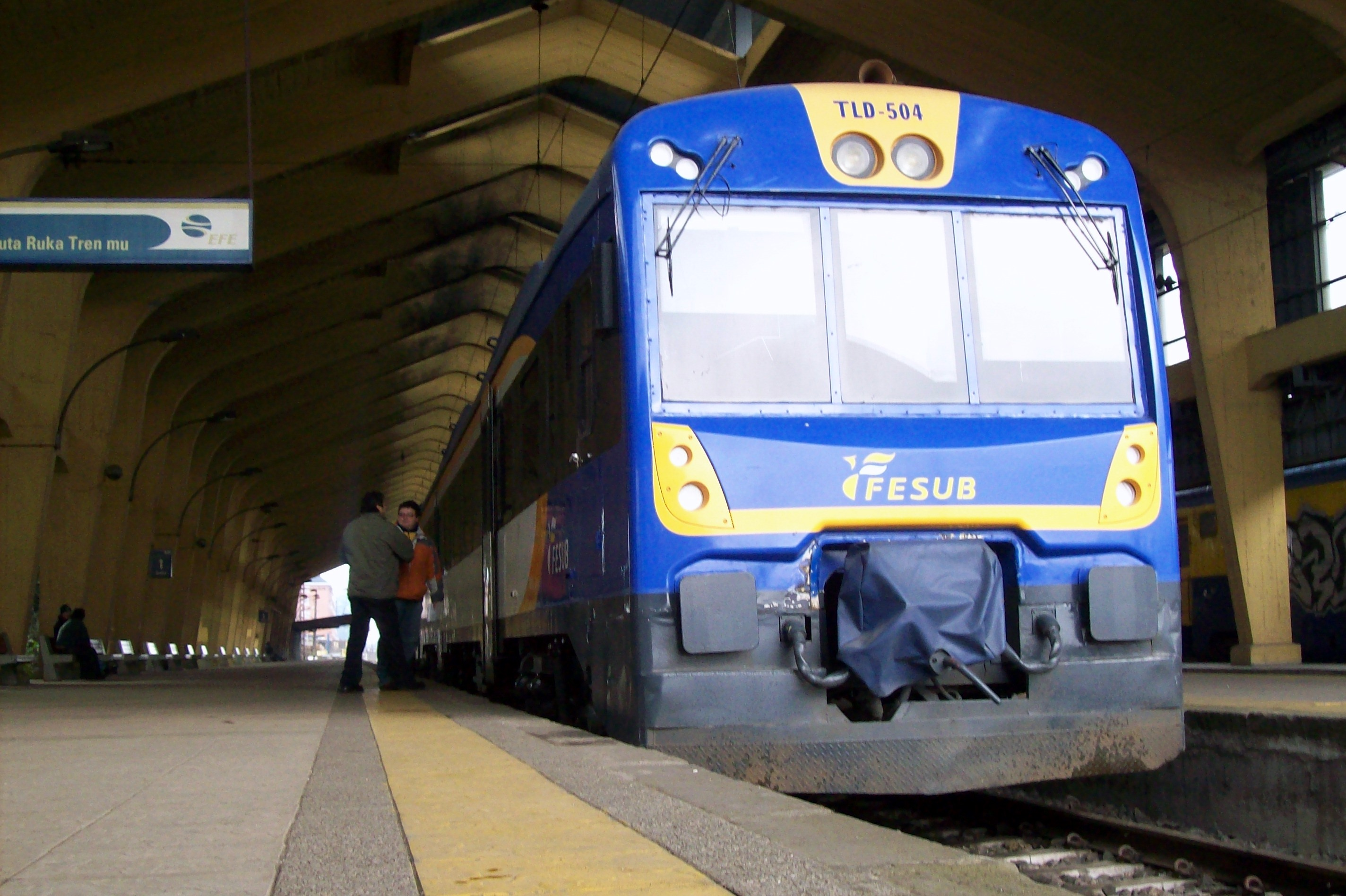
TLD-504 en Temuco, con los logos de la filial FESUB.

Durante 2003, se realizaron trabajos de mejoramiento de vías entre Temuco y Mariquina y posteriormente hasta Puerto Montt, además de estar en planes la renovación de las vías del ramal Antilhue-Valdivia hasta la ciudad de Valdivia. El servicio además adquirió cuatro reformadas y rehabilitadas locomotoras TLD para el servicio Victoria-Puerto Montt, así como se programó la adquisición de otras tres para el servicio Victoria-Valdivia.
Fue inaugurado por el entonces Presidente Ricardo Lagos Escobar el 6 de diciembre de 2005. El servicio recibió una inversión estatal de 44 millones de dólares con la idea de transportar a 60 mil personas anuales entre Temuco y Puerto Montt. Durante la inauguración, se anunció el plan de un servicio entre Victoria y Valdivia. En una primera etapa, los automotores diésel recorrieron el tramo Temuco-Puerto Montt, con dos frecuencias diarias por sentido; las estaciones rehabilitadas para este servicio fueron Freire, Gorbea, Loncoche, Lanco, Máfil, Los Lagos, La Unión, Osorno, Purranque, Frutillar, Llanquihue y Puerto Varas.
De acuerdo a las declaraciones del ex Gerente General de EFE, Eduardo Castillo, para enero de 2006 ocurrieron problemas con la venta de pasajes en la estación Temuco y los pasajeros que provenían desde los servicios Santiago-Chillán: la sobredemanda ocurrió debido a la novedad del servicio sumado a que era un periodo de vacaciones con alta demanda turística, llevando a la reestructuración del sistema de servicio. A partir del 27 de marzo de 2006, empezó a salir desde la estación Victoria, junto con el inicio de la operación de los talleres ferroviarios Victoria.
Los servicios combinaban en la Estación Temuco y la Estación Victoria con el servicio EFE Temuco. El 16 de junio de 2006, se suspendió la combinación debido al corte de la vía cercano a Coihue, y al cambio de durmientes y arreglos entre Chimbarongo y Chillán.
El 2 de octubre de 2006, se reanudó el servicio Osorno-Puerto Montt y se dio inicio al servicio Victoria-Gorbea. Posteriormente, el servicio Temuco-Puerto Montt dejó de operar el 1 de abril de 2007. Hasta 2008, no se consideró la rehabilitación del servicio hasta Puerto Montt, ya que se quiso adquirir otras dos máquinas para mejorar el número de servicios de pasajeros ofrecidos.

### Regional Victoria-Temuco (2007-2020)
Desde entonces solo operó el tramo Victoria-Temuco, dando origen a un nuevo servicio de cercanías operado por automotores tipo TLD, y originalmente incluyendo a automotores eléctricos AES. El servicio fue llamado oficialmente «Regional Victoria-Temuco».
El 1 de mayo de 2008, EFE traspasó la operación del servicio Regional Victoria-Temuco a su filial Ferrocarriles Suburbanos de Concepción S.A..
Cuando se inauguró el servicio, también comenzaron a suceder constantes fallas en los motores y otros equipos de estos automotores. Esto, sumado a los choques que sufrieron con camiones y a la escasez de repuestos, complicaron las labores de operación y de mantenimiento de las unidades, por lo que se recurrió a la técnica del desguace (que consiste en desarmar un vehículo para usar las piezas "en buen estado" en otro vehículo similar) para mantener funcionando 2 automotores. Por esta razón, para ese entonces se encontraban operando los TLD-503 y TLD-504.
Desde que comenzó el nuevo recorrido hasta un tiempo antes del terremoto del 27 de febrero de 2010, el servicio contaba con 3 salidas diarias. El 26 de marzo de ese año, EFE anuncia que el servicio sería suprimido, y sus máquinas trasladadas a Concepción; sin embargo esta medida fue revertida el 31 del mismo mes, debido a las presiones políticas sobre el Ministerio de Transportes y Telecomunicaciones y a la Empresa de los Ferrocarriles del Estado. Tras un tiempo de suspensión del servicio, en abril del mismo año volvió a operar, aunque con problemas con frecuencia y velocidad, lo que causó protestas por parte de los usuarios. El tiempo de viaje era de aproximadamente 1 hora y 31 minutos desde Temuco a Victoria.

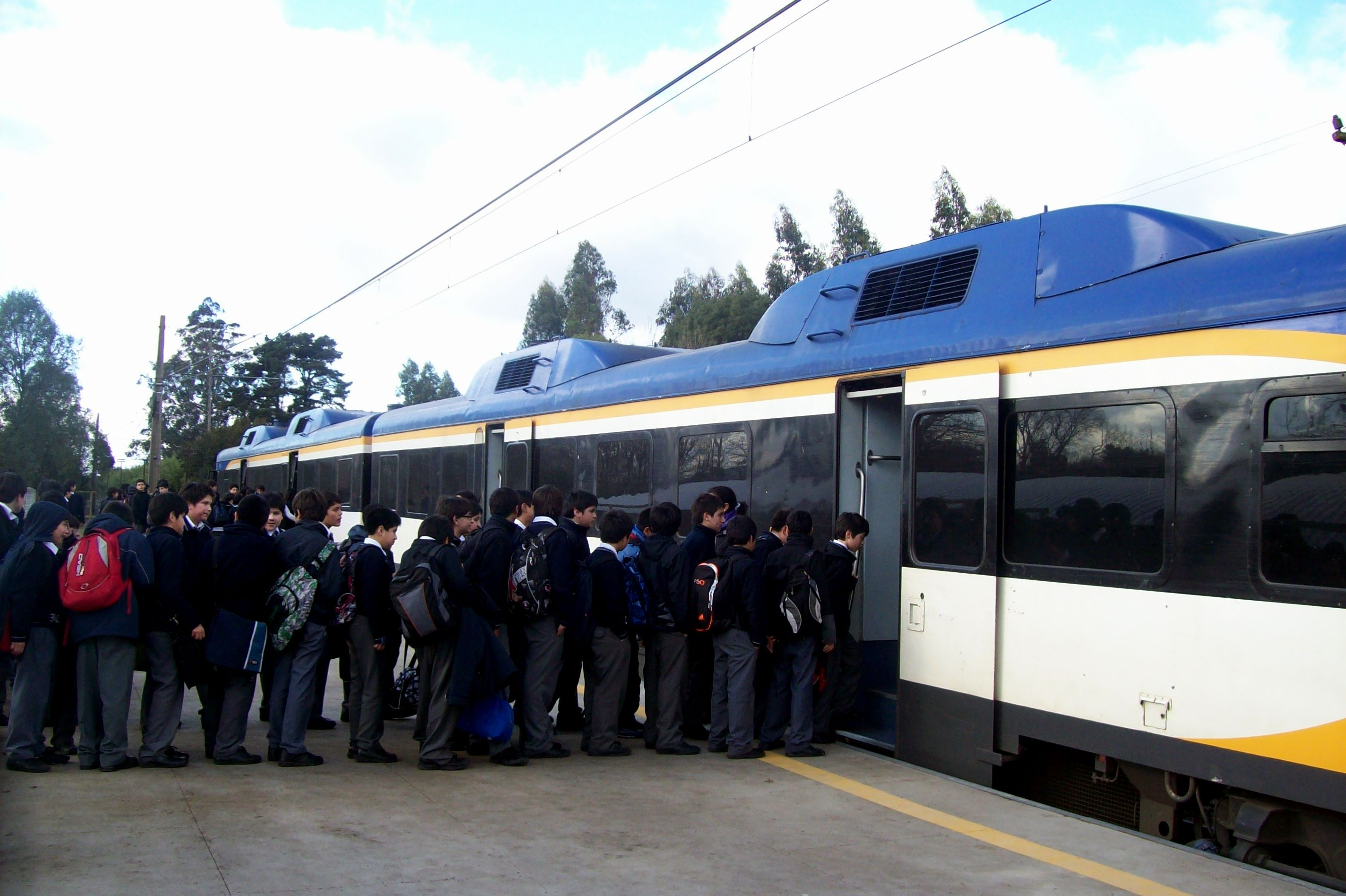
Niños del Instituto Claret subiendo a un TLD, para ir a Temuco.

A partir del 5 de mayo de 2011, y tras meses de gestión por parte de la Secretaría Regional Ministerial de Transportes y del ente educacional con la filial ferroviaria, comenzó a funcionar un servicio prestado por Fesur que unía Temuco con el Instituto Claret en Vilcún, permitiendo trasladar a 300 niños de enseñanza básica y media por automotor en 15 minutos de viaje.

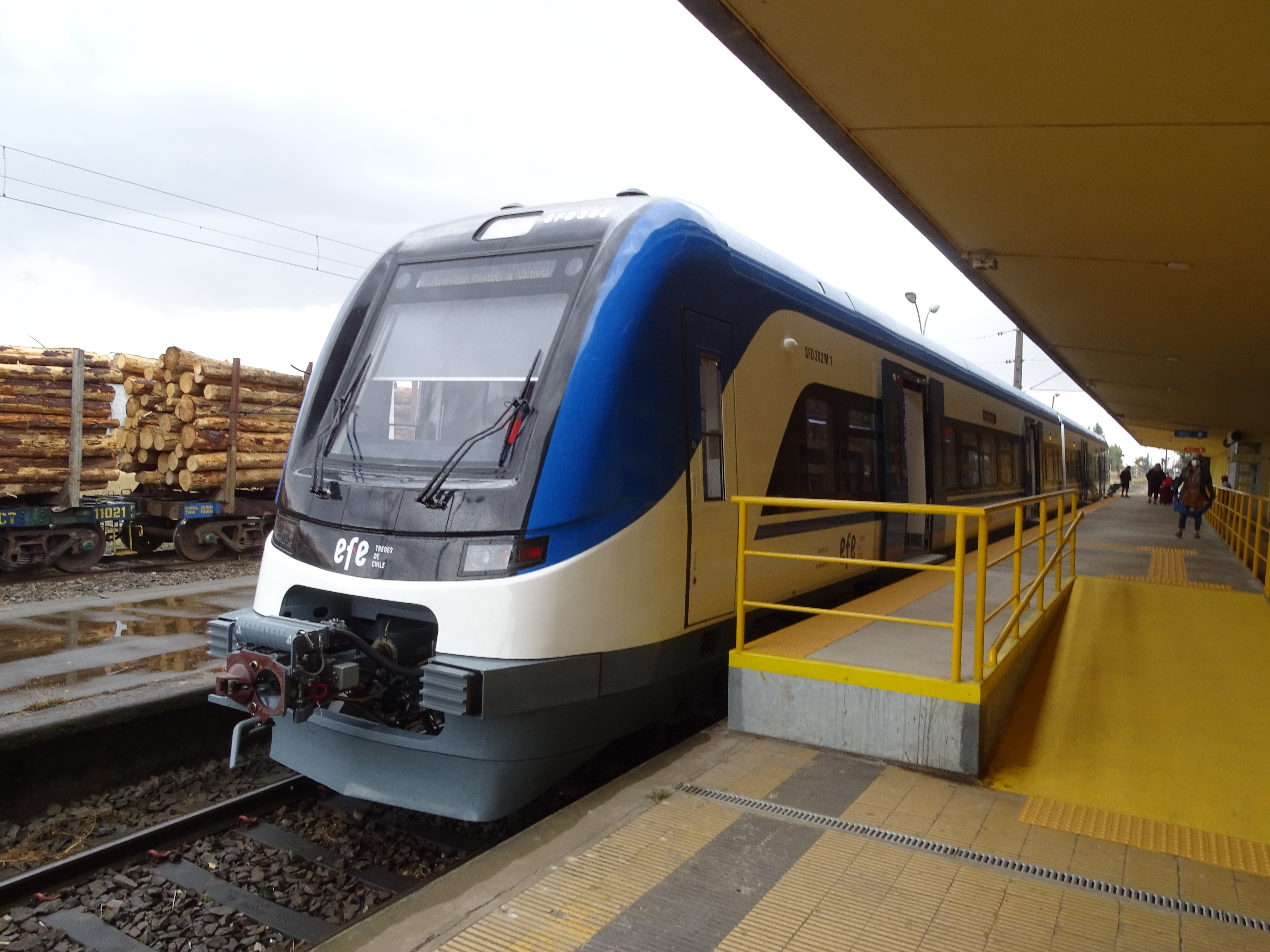
Locomotora SFD-302 en los andenes de la estación Victoria (2022).

Debido a la pandemia de COVID-19, el 29 de marzo de 2020 se suspendieron sus servicios, siendo retomados el 4 de junio del mismo año.

### Nuevo nombre y modernización: Tren Victoria-Temuco (2021)
El 24 de mayo de 2021 el servicio cambió de nombre, adoptando oficialmente el nombre genérico de «Tren Victoria-Temuco».
El 21 de septiembre de ese mismo año, el servicio comenzó a operar con los nuevos trenes de origen chino CRRC Sifang, de la serie SFE/SFD. Durante la puesta en marcha, estuvieron presentes la ministra de transportes Gloria Hutt y el presidente de EFE Trenes de Chile, Pedro Pablo Errázuriz.
Los trenes cuentan con acceso universal, sistemas de información al pasajero a través de pantallas y sonorización, iluminación led, climatización, entre otras cosas. Debido a obras en las estaciones y en las vías, el servicio inicialmente no tuvo detenciones en las estaciones Pillanlelbún y Lautaro Centro. Con el anuncio del programa nacional «Chile sobre Rieles», se anunció el interés de reabrir un servicio que conecte desde Victoria hasta Puerto Montt.
El 2 de noviembre de 2021, el servicio fue suspendido nuevamente de manera indefinida producto del atentado incendiario ocurrido en el sector de Victoria contra un tren de carga de Fepasa. Aunque hubo servicios esporádicos, el 19 de noviembre se reactivaron los servicios del tren.
En 2022, el servicio superó los 476 mil pasajeros anuales, convirtiéndose en el servicio más masivo de Tren Araucanía.

### Extensiones (2022-)
En julio de 2022, el Ministerio de Transporte y Telecomunicaciones anunció que la estación Cajón sería reabierta para el año 2023, implicando un gasto entre los 300 a 500 millones de pesos chilenos. En diciembre de ese año se anunció la apertura de la licitación para la construcción de las nuevas estaciones de Cajón para el Tren Victoria-Temuco y Padre Las Casas para el Tren Temuco-Pitrufquén.
El 6 de diciembre de 2023, se inauguró el paradero Cajón —habilitada en la ubicación de la antigua estación homónima—, volviendo a ofrecer servicios como parte de las nueve detenciones del Tren Victoria-Temuco.

## Estaciones
Las estaciones, en el sentido de norte a sur, son las siguientes:
| Estación       | Inauguración           | Acceso para discapacitados | Ubicación                 | Comuna    | Comb.                  | Tipo                      | Posición    |
| -------------- | ---------------------- | -------------------------- | ------------------------- | --------- | ---------------------- | ------------------------- | ----------- |
| Victoria       | 24 de mayo de 2021     | Acceso para discapacitados | Bernardo Muñoz Vargas S/N | Victoria  |                        | Terminal                  | Superficial |
| Púa            | 24 de mayo de 2021     | Acceso para discapacitados | Arturo Prat S/N           | Victoria  |                        | De paso                   | Superficial |
| Perquenco      | 24 de mayo de 2021     | Acceso para discapacitados | 21 de mayo S/N            | Perquenco |                        | De paso                   | Superficial |
| Quíllem        | 24 de mayo de 2021     | Acceso para discapacitados | Arturo Prat S/N           | Perquenco |                        | De paso                   | Superficial |
| Lautaro        | 24 de mayo de 2021     | Acceso para discapacitados | Avenida O'higgins S/N     | Lautaro   |                        | De paso                   | Superficial |
| Lautaro Centro | 24 de mayo de 2021     | Acceso para discapacitados | Enrique Mac-Iver S/N      | Lautaro   |                        | De paso                   | Superficial |
| Pillanlelbún   | 24 de mayo de 2021     | Acceso para discapacitados | Los Cipreses S/N          | Lautaro   |                        | De paso                   | Superficial |
| Cajón          | 6 de diciembre de 2023 | Acceso para discapacitados | Carlos Sanhuesa S/N       | Vilcún    |                        | De paso                   | Superficial |
| Temuco         | 24 de mayo de 2021     | Acceso para discapacitados | Barros Arana 29           | Temuco    | Tren Pitrufquén-Temuco | Terminal y de combinación | Superficial |

## Material rodante

### Automotores TLD
Los automotores TLD orignalmente son de procedencia española, llamadas originalmente Serie 593 fabricadas entre 1982 y 1984 para servicios de media distancia de RENFE. Estas unidades habían sido dadas de baja durante la década de 1990 debido a la baja demanda de servicios que estas cubrían y a reiteradas fallas originadas fundamentalmente en su tipo de transmisión, siendo almacenadas hasta el momento de su traspaso. La adquisición de estas incluyó la rehabilitación y nueva pintura. La rehabilitación de los automotores llevó a su renombramiento como TLD-500.
Las máquinas operaron por un par de años luego de la inauguración del servicio Victoria-Puerto Montt, sin embargo estas comenzaron a presentar problemas de consideración, como no haber sido diseñadas para rutas de larga distancia, tampoco haber sido capacitadas las suficientes personas para su mantención, sus repuestos se agotaban rápidamente y al estar el motor abajo de las máquinas este se exponía a daños mecánicos, lo que conllevó a problemas con los servicios. Esto se suma a que dos de las máquinas se vieron involucradas en accidentes con daños graves: La unidad TLD-501 sufrió un choque con un bus de pasajeros el 4 de septiembre de 2006, dejándola con daños totales y siendo usada para repuestos; mientras que la TLD-502 chocó con un camión el 23 de marzo de 2007, donde quedó inoperativa por un año. Hasta antes de la llegada de las máquinas SFD, los automotores TLD-502, TLD-503 y TLD-504 prestaron servicios al tren Victoria-Temuco. Fueron apartados del servicio oficialmente el 22 de septiembre de 2021. Sin embargo, desde entonces se está evaluando la utilización de estas unidades para otro servicio.

### Automotores SFD
El 23 de octubre de 2017, el Ministerio de Transportes y Telecomunicaciones anunció la licitación de 16 nuevas máquinas para los servicios de pasajeros, dentro del programa «Chile sobre Rieles», siendo tres destinadas al servicio Victoria-Temuco. En octubre de 2018 se anunció que la empresa china CRRC SIFANG ganó la licitación internacional de todos los trenes nuevos para Chile con su propuesta de US$ 77 millones; los tres nuevos trenes para este servicio son los únicos diésel de la licitación. Estos nuevos trenes aumentaron la capacidad de transporte de pasajeros de 190 a 438.
Los nuevos trenes arribaron a Chile en febrero de 2021, donde posteriormente fueron sometidos a pruebas de calidad, aceptación y homologación en la ciudad de Santiago. El 22 de septiembre del mismo año, entraron en operaciones las tres nuevas máquinas SFD-300 (SFD-301, SFD-302 y SFD-303). Estas nuevas máquinas están compuestas por dos coches, cada uno con cabina de conducción y dos unidades propulsoras diésel para la generación de energía de tracción, con lo cual se entregan servicios dentro de los vagones, como calefacción y servicios de carga de dispositivos móviles.